# Metoda stanów granicznych

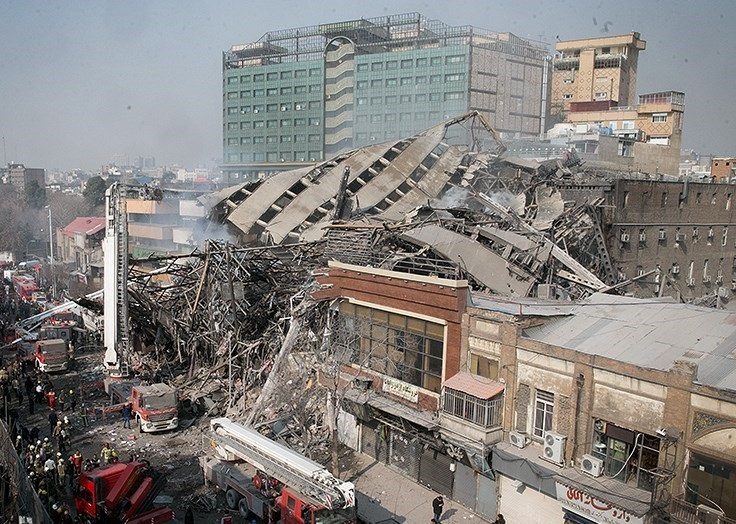
Skutek przekroczenia stanu granicznego nośności.

Metoda stanów granicznych (MSG) – podstawa projektowania obiektów budowlanych, zgodnie z wytycznymi norm europejskich.
Przez stan graniczny należy przy tym rozumieć taki stan, którego konstrukcja podlegająca wymiarowaniu, nie może przekroczyć.
W MSG wyróżnia się dwa stany graniczne:
SGN – stan graniczny nośności,
SGU – stan graniczny użytkowalności.
SGN jest to sytuacja, w której sprawdzamy wartości sił wewnętrznych, wywołanych najbardziej niekorzystną kombinacją obliczeniową obciążeń. Wartości tych obciążeń, zarówno środowiskowych, jak i własnych, należy w tym stanie przemnożyć przez odpowiedni współczynnik obliczeniowy {\displaystyle \gamma _{f}.} Jego wartości wynoszą przykładowo dla obciążeń stałych {\displaystyle \gamma _{f}=1{,}35,} a dla zmiennych (wiatr, śnieg) – {\displaystyle \gamma _{f}=1{,}5.}
SGN jest osiągany, gdy przestaje być spełniony warunek:
{\displaystyle S_{d}\leqslant R_{d},}
w którym przez {\displaystyle S_{d}} oznaczono wartość siły wewnętrznej, przy obliczeniu której uwzględniono odpowiednie współczynniki {\displaystyle \gamma _{f}.\ R_{d}} – jest to miarodajna nośność danego przekroju, która uwzględnia fakt, że naprężenia będące w przekroju mają wartość nośności obliczeniowej materiału z jakiego zostały wykonane.
W przypadku układów prętowych pracujących na zginanie (belki, ramy) przy określeniu SGN uwzględnia się powstawanie przegubów plastycznych przekształcających rozważany układ w geometrycznie zmienny łańcuch kinematyczny. SGN zostaje osiągnięty w momencie powstania ostatniego z kolejnych przegubów plastycznych.
SGU – ma za zadanie wskazać, że wartość ugięć (przemieszczeń, odkształceń) powodowana działaniem obciążeń, w przypadku ich najbardziej niekorzystnej kombinacji, jest mniejsza niż wartość dopuszczalna dla danego typu konstrukcji (elementu), podana w odpowiedniej normie.
SGU występuje w przypadku, gdy przestaje być spełniony warunek
{\displaystyle E_{d}\leqslant C_{d},}
w którym przez {\displaystyle E_{d}} oznaczono efekt obciążenia konstrukcji w postaci ugięć, przemieszczeń, rys czy drgań. {\displaystyle C_{d}} – oznacza wartość dopuszczalną efektu, która klasyfikuje element (obiekt) jako nadający się do stanu użytkowania.